# Germania (konst)

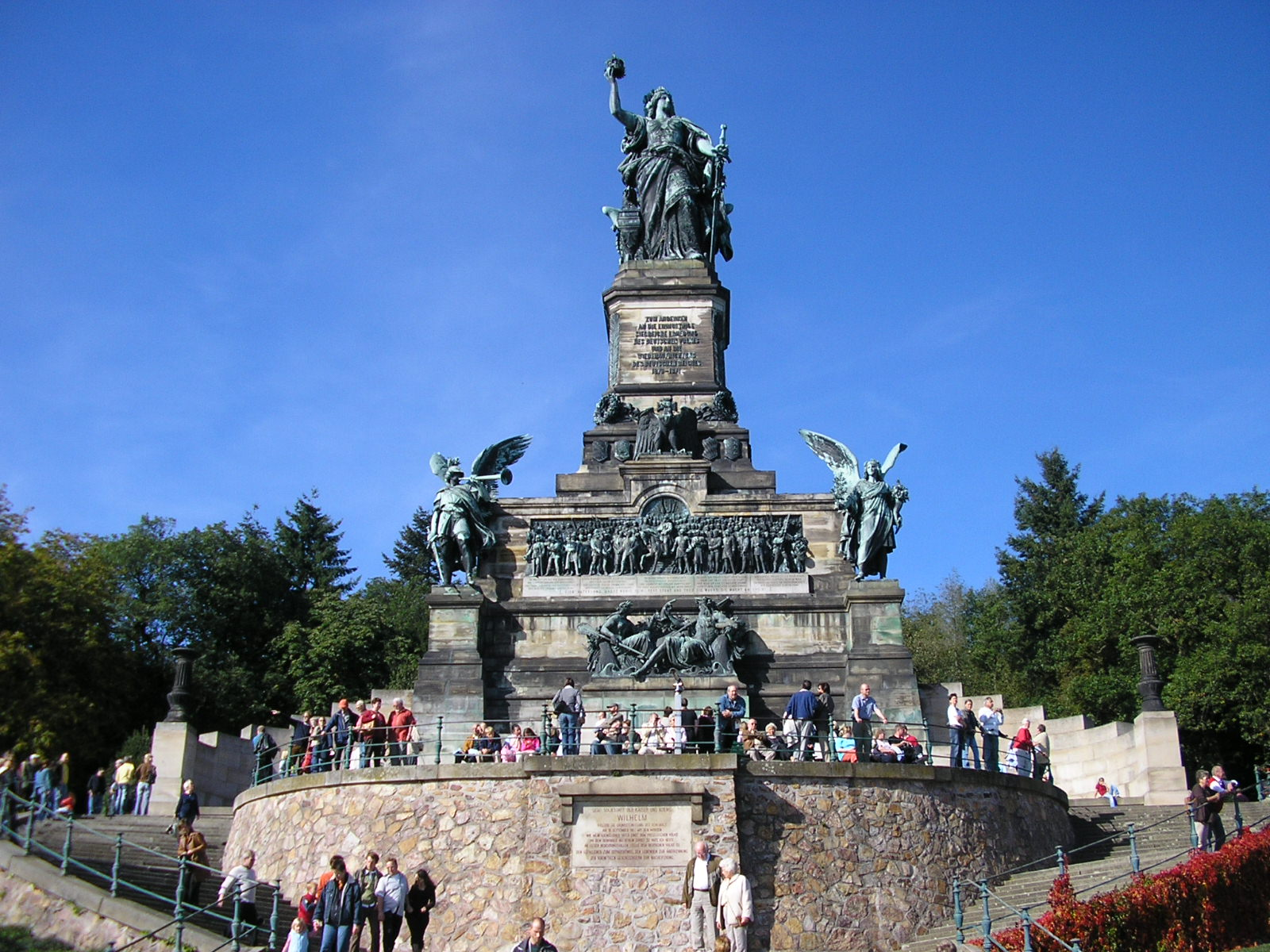
Niederwaldmonumentet

Germania är en i Tysklands litteratur och bildande konst sedan 1840-talet utbildad personifikation av Tyskland i form av en hjältekvinna, till exempel Johannes Schillings kolossalstod på Niederwaldmonumentet, Rudolf Siemerings staty på segermonumentet i Leipzig och Robert Henzes marmorstod Germania, på segermonumentet på Altmarkt i Dresden.
Germania användes ofta som patriotisk bild under kejsardömet 1871-1918, men har därefter i stort sett kommit ur bruk.